# Javier Rojo Gómez, Hidalgo
Javier Rojo Gómez är en ort i Mexiko.   Den ligger i kommunen Tulancingo de Bravo och delstaten Hidalgo, i den sydöstra delen av landet, 100 km nordost om huvudstaden Mexico City. Javier Rojo Gómez ligger 2 208 meter över havet och antalet invånare är 6 186.
Terrängen runt Javier Rojo Gómez är kuperad söderut, men norrut är den platt. Runt Javier Rojo Gómez är det tätbefolkat, med 476 invånare per kvadratkilometer. Närmaste större samhälle är Tulancingo, 5,9 km öster om Javier Rojo Gómez. Omgivningarna runt Javier Rojo Gómez är en mosaik av jordbruksmark och naturlig växtlighet.